# Szwedzkie jednostki miar
Pierwszy jednolity system miar i wag w Szwecji został wprowadzony w 1665 roku. Wcześniej funkcjonowało wiele lokalnych wariantów jednostek mierniczych. W 1735 odrobinę zmieniono system, a w 1855 wprowadzono reformę dziesiętną, która wprowadziła między innymi miarę stopy szwedzkiej równej 10 calom. Ten standard miar nie funkcjonował długo, gdyż już w 1889 został wprowadzony obowiązujący do dziś system metryczny. Do połowy XIX wieku fałszowanie jednostek miar i wag było karane śmiercią.

## Miary długości
- aln – łokieć (liczba mnoga alnar). Po roku 1863, 59,37 cm, wcześniej od 1605, 59,38 cm miara zdefiniowana przez króla Karola IX Wazę w Norrköping w 1604 aktem prawnym Rydaholmsalnen.
- famn – sążeń, 3 alnar.
- kvarter – kwarta, 1/4 aln
- fot – stopa, 1/2 aln. Przed 1863, sztokholmska stopa była powszechnie używaną jednostką długości i wynosiła 29,69 cm.
- linje – linia, po 1863 1/10 tum lub 2,96 mm, a wcześniej 1/12 tum lub 2,06 mm.
- mil – mila, nazywana też lantmil. Od 1699 mila wynosiła 36000 fot lub 18000 alnar lub 6000 famnar, czyli 10,688 km. Jednostka ta oznaczała orientacyjną odległość pomiędzy gospodami.
- nymil – nowa mila obowiązująca od 1889 roku i wynosząca dokładnie 10 km. Jako mil (mila) powszechnie używana do dziś jako potoczne określenie odległości.
- kyndemil – odległość na jakiej wypalała się pochodnia, około 16 km.
- skogsmil – nazywana również rast, używana do określenia dystansu dzielącego miejsca postoju, zazwyczaj laski, zagajniki dające cień. Około 5 km.
- fjärdingsväg – 1/4 mil, lub 4500 alnar
- stenkast – rzut kamieniem, około 50 m, używana do dzisiaj jako przybliżone określenie odległości.
- ref – 160 fot, służyła do określania odległości na lądzie. Po 1855 wynosiła 100 fot.
- stång – 16 fot, do określania odległości na lądzie.
- tum – kciuk (cal), po roku 1863 1/10 fot, czyli 2,96 cm, przedtem 1/12 fot lub 2,474 cm.
- tvärhand – dłoń, 4 cale.

### Morskie miary długości
- kabellängd – początkowo 100 famnar lub 178 m, później distansminut lub 1/10 mili morskiej.
- kvartmil – ćwierć mili 1852 m, równoważne mili morskiej.
- sjömil – mila morska, 4 kvartmil lub 7408 m.

## Powierzchni
- kannaland – 1000 fot² lub 88,15 m²
- kappland – 154,3 m².
- spannland – 16 kappland
- tunneland – 2 spannland
- kvadratmil – mil kwadratowa, 36 milionów favnar kwadratowych, wprowadzona w 1739 roku.

## Objętości

### Ciał stałych
- tunna – 2 spann lub 8 fjärding lub 32 kappar lub 56 kannor
- spann (Halvtunna) – 1/2 tunna. Wynosił 2 halvspann lub 4 fjärding lub 16 kappar lub 28 kannor, czyli 73,28 litra.
- fjärding – 4 kappar lub 7 kannor = 18,32 litra.
- kappe – 1,75 kannor, czyli 4,58 litra.
- skanna – 2,617 litra.

### Płynów
- pot – garniec (liczba mnoga pottor), 0,966 litra
- ankare – 39,26 litra
- ohm – także åm, 155 pottor
- storfavn – 3,77 m³
- kubikkfavn – 5,85 m³

## Masy
- skeppspund – funt okrętowy, 20 lispund lub 170,03 kg.
- bismerpund – 12 skålpund, 5,101 kg.
- lispund – 20 skålpund
- skålpund – funt, 0,42507 kg
- mark – 1/2 skålpund lub 212,5 g. Używana w erze wikingów wynosiła około 203 g.
- ort – 4,2508 g

## Monetarne
- daler – używana od 1534 roku, szwedzki talar. W 1873 zastąpiona przez koronę szwedzką (krona).
- riksdaler – używana od 1624 roku, wynosiła 1 1/2 daler, od 1681 2 daler, od 1715 3 daler, a od 1776 6 daler
- skilling – wprowadzona w 1776 roku oznaczała 1/48 riksdaler
- mark – używana od 1534 roku oznaczała 1/3 daler, od 1604 1/4 daler.
- öre – wprowadzona w 1534 do oznaczenia 1/8 mark. Później zastąpiona przez skilling, ale w 1855 roku wprowadzona powtórnie do oznaczenia 1/100 riksdaler.